# Paolo Meneguzzi
Paolo Meneguzzi (* 6. Dezember 1976 in Mendrisio; eigentlich Pablo Meneguzzo) ist ein Schweizer Pop-Sänger. Der im deutschsprachigen Raum weitgehend unbekannte Sänger ist vorwiegend im italienischsprachigen Teil der Schweiz (Tessin), in Italien und einigen lateinamerikanischen Ländern bekannt.

## Biografie
Im Jahr 1996, als er in Italien noch unbekannt war, gewann Paolo Meneguzzi mit dem Lied Aria, Ariò am Internationales Songfestival von Viña del Mar in Chile. Vom Erfolg dieses Songs angetrieben, veröffentlichte er daraufhin am 27. März 1997 sein Debütalbum Por amor. Meneguzzi begann, seine Karriere aufzubauen und veröffentlichte mit Paolo ein weiteres Album.
Seinen Debütauftritt in Italien hatte Paolo Meneguzzi beim Sanremo-Festival 2001, wo er mit seinem Song Ed io non ci sto più den siebten Platz erreichte. Im Jahr 2002 veröffentlichte er mit In nome dell’amore seine erste erfolgreiche italienische Single. Die ein Jahr später erschienene Single Versofalso sowie das Album Lei è che wurden über 50'000 Mal verkauft, wofür Meneguzzi die Goldene Schallplatte erhielt. Im Jahr 2003 wurde ihm für seine 200 000 verkauften Kopien bereits die doppelte Platin-Schallplatte überreicht.
2004 nahm Paolo Meneguzzi mit dem Lied Guardami negli occhi erneut am Sanremo-Festival teil und erreichte den 4. Platz. Im gleichen Jahr startete er seine erste Tour Lei è tour durch Italien und die Schweiz (Tessin). 2005 folgte eine weitere Teilnahme am Sanremo-Festival, bei der er jedoch nicht Finalist wurde.
Im Sommer 2005 startete er seine zweite Tour Favola tour durch Italien und die Schweiz. Im Jahr 2007 nahm Paolo Meneguzzi ein viertes Mal am Sanremo-Festival teil und erreichte mit dem Song Musica den sechsten Platz. Im gleichen Jahr erschien auch sein viertes und bisher bestverkauftes italienisches Album Musica.
Am 26. November 2007 gab Paolo Meneguzzi seine Teilnahme am Eurovision Song Contest 2008 bekannt. Er trat mit dem Lied Era stupendo an. Im zweiten Halbfinale des Eurovision Song Contest am 22. Mai 2008 in Belgrad gelang es Meneguzzi aber nicht, sich für das zwei Tage später stattfindende Finale zu qualifizieren.
Am 14. März 2008 erschien sein neues Album Corro Via, mit dem er auf „Corro Via Tour“ ging.

## Diskografie

### Alben für den nationalen Markt
- 2001: Un sogno nelle mani
- 2003: Lei è
- 2004: Lei è (neue Edition)
- 2005: Favola
- 2007: Musica
- 2007: Live Musica Tour
- 2008: Corro via
- 2010: Miami
- 2011: Sei amore
- 2013: Zero

### Alben für den internationalen Markt
- 1997: Por amor
- 1998: Paolo
- 1999: Emociones
- 2001: Un sueño entre las manos
- 2004: Elle est
- 2006: Ella es
- 2008: Musica
- 2008: Corro via
- 2010: Miami
- 2011: Sei amore

#### Spanische Alben
- 1996: Por amor
- 1997: Paolo
- 1997: Solo para ti
- 1999: Emociones
- 2001: Un sueño entre las manos
- 2005: Ella es
- 2007: Música
- 2012: Mi misión

#### Spanische Singles
- 1996: Aria’ Ario’
- 1996: La primera vez
- 1996: Loco loco
- 1996: Eres el fin del mundo
- 1996: Golpes bajos
- 1997: Si enamorarse
- 1998: Por una como tú
- 1998: Aire de fiesta
- 1999: Mi libre canción
- 1999: Sabor de sal
- 2001: Y yo no aguanto más
- 2001: Un condenado te amo
- 2001: Tú me faltabas
- 2005: Ella es
- 2005: Mírame a los ojos
- 2005: Bésame
- 2008: Tú eres música
- 2009: Te amo te odio
- 2012: Mi misión
- 2015: Dedicada a Ti

### Singles
- 1996: Arià Ariò
- 1996: Sei la fine del mondo
- 2001: Ed io non ci sto più
- 2001: Mi sei mancata
- 2001: Quel ti amo maledetto
- 2002: In nome dell’amore
- 2003: Verofalso
- 2003: Lei è
- 2004: Guardami negli occhi (Prego)
- 2004: Baciami
- 2004: Una regola d’amore
- 2005: Non capiva che l’amavo
- 2005: Sara
- 2005: Lui e lei
- 2007: Musica
- 2007: Ti amo, ti odio
- 2007: Ho bisogno d’amore
- 2008: Grande
- 2008: Era stupendo
- 2010: Imprevedibile

### Teilnahmen amSanremo-Festival
- 2001: mit Ed io non ci sto più (R. Zappy) – 7. Platz
- 2004: mit Guardami negli occhi (P. Meneguzzi, Rosario Di Bella, L. Mattoni, D. Melotti) – 4. Platz
- 2005: mit Non capiva che l’amavo (P. Meneguzzi, Rosario Di Bella, D. Melotti) – (kein Finalist)
- 2007: mit Musica (P. Meneguzzi, D. Melotti, Rosario Di Bella) – 6. Platz
- 2008: mit Grande (Gatto Panceri) – 6. Platz